# Brezoi
Brezoi là một thị xã thuộc hạt Vâlcea, România. Dân số thời điểm năm 2002 là 6828 người.